# Snaresbrook
Snaresbrook is een wijk in het Londense bestuurlijke gebied Redbridge en Waltham Forest, in de regio Groot-Londen.